# With Blood on My Hands
With Blood on My Hands är Sounds Like Violence' debutalbum, utgivet 2007 på Deep Elm Records.

## Låtlista
All text är skriven av Andreas Söderlund och all musik av Sounds Like Violence.
| Nr  | Titel                          | Längd |
| --- | ------------------------------ | ----- |
| 1.  | Nothing                        | 3:07  |
| 2.  | Were You Ever in Love with Me? | 2:58  |
| 3.  | Wrong                          | 3:54  |
| 4.  | Until Death Do Us Apart        | 4:59  |
| 5.  | Changes                        | 3:42  |
| 6.  | Glad I'm Losing You            | 3:49  |
| 7.  | Favourite Son                  | 3:07  |
| 8.  | Heartless Wreck                | 2:40  |
| 9.  | Cold Cold Escape               | 3:23  |
| 10. | Directions                     | 3:32  |
| 11. | Longing for a Warm Embrace     | 4:33  |
| 12. | The Greatest                   | 4:26  |

## Personal
- Andreas Söderlund – sång, gitarr, keyboards, slagverk, mixning
- Daniel Teodorsson – bas, bakgrundssång, keyboards, mixning, programmering
- Daniel Petersson – trummor, slagverk
- Joel Persson - fotografi, design
- Kevin Nettleingham - mastering
- Mathias Söderlund - bandfotografi
- Philip Hall – gitarr, mixning

## Mottagande
Skivan snittar på 3,3/5 på Kritiker.se, baserat på nio recensioner. Allmusic.com gav betyget 4/5.

### Fotnoter
1. 1 2  ”With Blood on My Hands”. Discogs.com. http://www.discogs.com/Sounds-Like-Violence-With-Blood-On-My-Hands/release/1376585. Läst 2 februari 2012.
2. ↑  ”With Blood on My Hands”. Kritiker.se. https://kritiker.se/skivor/sounds-like-violence/with-blood-on-my-hands/. Läst 2 februari 2012.
3. ↑  MacNeil, Jason. ”With Blood on My Hands”. Allmusic.com. http://www.allmusic.com/album/with-blood-on-my-hands-r946717. Läst 2 februari 2012.